# Liacarus parallelus
Liacarus parallelus är en kvalsterart som beskrevs av Hammer 1967. Liacarus parallelus ingår i släktet Liacarus och familjen Liacaridae. Inga underarter finns listade i Catalogue of Life.